# Listă de localități redenumite din Ucraina
Aceasta este o listă de localități redenumite din Ucraina.

## Republica Autonomă Crimeea
- Aluston → Lusta → Alușta → Alushta (1784)
- Ermeni Bazar → Armianskyi Bazar (1736) → Armiansk (1921)
- Karasubazar → Bilohirsk (1944)
- Aqmeçit → Chornomorske (1944)
- Canköy → Dzhankoi (1784)
- Kerkinitis → Kezlev (7th century) → Gözleve → Yevpatoria (1784)
- Theodosia → Ardabda → Kafas → Caffa → Kefe (1475) → Feodosia (1784)
- Sarabuz → Hvardiiske (1944)
- Inkerman → Belokamensk (1976) → Inkerman (1991)
- Panticapaeum → Bosporus → Korchev → Vosporo/Cerchio → Kerch
- İslâm Terek → Kirovske (1944)
- Kurman-Kumelĉi → Krasnohvardiyske (1944)
- Qızıltaș → Krasnokamianka (1945)
- Așağı Otuz → Prymorie (1945) → Kurortne (1978)
- Albat → Kuibysheve (1945)
- Yedi Quyu → Sem Kolodezey (1784) → Lenine (1957)
- Seyitler → Nyzhniohirsk (1944)
- Büyük Onlar → Oktiabrske (1945)
- Kaygador → Provalnoe → Dvoiakornoie → Bubnovka → Ordjonikidze (1937)
- Yañı Küçükköy → Parkove
- Or Qapı → Perekop (1736)
- Curçı → Pervomaiske (1944)
- Așağı Kikineiz → Ponyzivka
- Bazarçıq → Poshtove (1945)
- Hafuz → Yuzhnaia Tochka (1938) → Prymosrkyi (1952)
- Aqșeyh → Rozdolne (1944)
- Saq → Saky (1784)
- Aqyar → Sevastopol (1826; de asemenea: Sebastopol)
- Otuz → Shchebetovka (1944)
- Aqmescit → Simferopol (1784)
- Dolossı → Sovietske
- İçki → Sovietskyi (1944)
- Eski Qırım → Staryi Krym (1783)
- Sudaq → Sudak (1784)

## Regiunea Dnipropetrovsk
- Kamianske → Dniprodzerzhynsk (1936) → Kamianske (2016)
- Mykytyne → Slovyanske (1775) → Nikopol (1781)
- Samara → Novomoskovsk (1782)
- Shakhtarske → Pershotravensk (1960)
- Yekaterinoslav → Novorossiysk (1797) → Yekaterinoslav (1802) → Dnipropetrovsk (Dnepropetrovsk) (1926) → Dnipro (2016)

## Regiunea Donețk
- Donetsko-Amvrosiyevka → Amvrosiivka (1938)
- Nelepovsky → Artyoma (1921) → Artemove (1938)
- Avdeyevka I & Avdeyevka II → Avdiivka (1956)
- Bakhmut → Artemivsk (1924) → Bakhmut (2016)
- Belozyorka → Bilozerske (1966)
- Paraskoviivka & Erastovsky rudnik & Svyatogorovsky (Krasnoarmeysky, 1920) rudnik → Dobropillia (1935)
- Yelenovskiye Karyery → Dokuchaievsk (1954)
- Yuzovka → Stalino (1924) → Donetsk (1961)
- Grodovsky rudnik → Novy Donbass (1934) → Novoekonomichne (1957) → Dymytrov (1965) → Myrnohrad (2016)
- Sotsgorodok → Hirnyk (1958)
- Nova Khrestovka → Kirovske (1958)
- Karakybbud → Komsomolske (1949)
- Kramatorskaya → Kramatorsk (1932)
- Grishyno → Postysheve (1934) → Krasnoarmiiske (1938) → Krasnoarmiisk (1938) → Pokrovsk (2016)
- Kurakhovgresstroy → Kurakhovgres (1943) → Kurakhove (1956)
- Lyman → Krasnyi Lyman (1938) → Lyman (2016)
- Dmitriyevskoye → Dmitriyevsk (1925) → Makiivka (1931)
- Manhush → Pershotravneve (1946) → Manhush (1995)
- Pavlovsk → Mariupol (1779) → Zhdanov (1948) → Mariupol (1989)
- Gladky → Staronikolskoye (1855) → Nikolske → Volodarske (1924) → Nikolske (2016)
- Novonikolayevskaya → Budyonnovskaya (1923) → Budyonivsky (1938) → Novoazovsky (1959) → Novoazovsk (1966)
- Grodovka → Novohrodivka (1958)
- Selidovka → Selydove (1956)
- Alekseyevo-Orlovka & Olkhovchik → Katyk → Shakhtarsk (1953)
- Yama → Siversk (1973)
- Tor → Sloviansk (1784)
- Vasilyevka → Snezhnaya (1864) → Snizhne (1920)
- Bryantsevsky → Bryantsevka (1924) → Karla Libknekhta (1926) → Karlo-Libknekhtove (1965) & Bilokamyanske → Karlo-Libknekhtovsk (1965) → Soledar (1991)
- Bannoe → Banne (1929) → Bannovske (1938) → Slovianohirsk (1964) → Sviatohirsk (2003)
- Uglegorskoy TES → Svitlodarske (1969) → Svitlodarsk (1992)
- Shcherbinovka → Shcherbinovsky → Dzerzhynsk (1938) → Toretsk (2016)
- Alekseyevka → Alekseyevo-Leonovo (1857) → Chystyakove (1932) → Torez (1964)
- Lesovka → Ukrainsk (1963)
- Bolshoy Yanisol → Velyka Novosilka (1946)
- Khatsapetovka → Vuhlehirsk (1958)
- Yenakiyevo → Rykovo (1928) → Ordzhonikidze (1937) → Yenakiieve (1943)
- Bunge → Yunikh Komunarov (1924) → Yunokomunarovskoye (1965) → Yunokomunarivsk (1965)
- Novo-Zhdanovka → Zhdanov rudnik (1966) → Zhdanivka (1966)

## Regiunea Ivano-Frankivsk
- Stanisławów (founded) → Stanislaviv (1939) → Ivano-Frankivsk (1962)

## Regiunea Harkov
- Konstantingrad → Krasnohrad (1922)
- Lykhachove → Pervomaiskyi (1952)
- Zmiiv → Zmeyev (1656) → Hotvald (1976) → Zmiiv (1990)

## Regiunea Herson
- Chapli → Askania (1828) → Askania Nova (1835)
- Oleshky → Alioshki (1802) → Tsiurupynsk (1928) → Oleshky (2016)
- Ali-Agok → Skadovskoye (1894) → Skadovsk (1933)
- Holy → Golaya Pristan (1786) → Hola Prystan (1923)
- Geniczi → Genichesk (1784) → Henichesk (1923)

## Regiunea Hmelnițki
- Proskuriv → Khmelnytskyi (1954)
- Liakhivtsi → Bilohiria (1949)

## Regiunea Kirovohrad
- Yelizavetgrad (1784) → Zinovyevsk (1924) → Kirovo (1934) → Kirovohrad (1939) → Kropyvnytskyi (2016)

## Regiunea Kiev
- Pereiaslav → Pereiaslav-Khmelnytskyi (1943) → Pereiaslav (2019)

## Regiunea Luhansk
- Yuryevka → Alchevsk (1903) → Voroshylovsk (1931) → Voroshylovsk/Alchevsk (1957) → Komunarsk (1961) → Alchevsk (1991)
- Izium → Almaznaya (1878) → Almazna (1977)
- Bokovo-Antratsyt → Antratsyt (1962)
- Yekaterinovka → Artem (1923) → Artemivsk (1938)
- Gorskoye → Hirske (1938)
- Golubyevskiy Rudnik → Kirovsk (1962)
- Sorokino → Krasnodon (1938) → Sorokyne (2016)
- Kryndachiovka → Krasnyi Luch (1920)
- Lugansk → Voroshylovhrad (1935) → Luhansk (1958) → Voroshylovhrad (1970) → Luhansk (1990)
- Aleksandrovka → Petro-Maryevka (1865) → Pervomaisk (1920)
- Kadiyevka → Sergo (1937) → Kadiivka (1940) → Stakhanov (1978) → Kadiivka (2016)

## Regiunea Lviv
- Krystynopol (întemeiat) → Chervonograd/Chervonohrad (1951) → Chervonohrad (1991)
- Dymoszyn (prima mențiune) → Kamionka Strumiłowa (15th century) → Kamenka-Bugskaya/Kamianka-Buzka (1944) → Kamianka-Buzka (1991)
- Lviv → Lwów (1356) → (Lemberg) (1772) → Lvov/Lviv (1939) → Lemberg (1941) → Lvov/Lviv (1944) → Lviv (1991)
- Żółkiew (întemeiat) → Zhovkva (1939) → Nesterov (1951) → Zhovkva (1992)

## Regiunea Mikolaiv
- Fedorivka → Fiodorovka (1776) → Novaya Odessa (1832) → Nova Odesa (1989)
- Kara Kerman → Özi → Ochakov (1792) → Ochakiv (1989)
- Orlyk → Orlovsky sconce (1743) → Yekaterinsky sconce (1770) → Olviopol (1781) → Pervomaisk (1919)
- Konstantinovka-2 (întemeiat) → Yuzhnoukrainsk (1987)

## Regiunea Odesa
- Ophiusa → Asperon → Moncastro → Cetatea Alba (1391) → Akkerman (1484) → Cetatea Albă (1918) → Bilhorod-Dnistrovskyi| (1944)
- Buh Khutirs → Illichivsk (1952) → Chornomorsk (2016)
- Birzula → Kotovsk (1935) → Podilsk (2016)
- Hacibey → Odesa (reconstruit 1794)
- Fântâna Zânelor  → Kîrnîcikî
- Frecăței → Lîmanske
- Vladimirești → Volodîmîrivka

## Regiunea Ternopil
- Tarnopol (întemeiat) → Ternopil (1939)

## Regiunea Volînia
- Lutsk → Luchesk (1427) → Łuck (1569) → Lutsk (1795) → Mikhailogorod (1850) → Luck (1915) → Łuck (1919) → Lutsk (1939)
- Volodymer (întemeiat) → Vladimir-Volynskiy (1795) → Volodymyr-Volynskyi (1991) → Volodymyr (2021)

## Regiunea Transcarpatia
- Ungvár (1248) → Užhorod (1919) → Ungvár (1938) → Uzhhorod (1944)
- Munkács → Mukačevo (1919) → Munkács (1938) → Mukacheve (1945) → Mukachevo (2017)

## Regiunea Zaporijia
- Alexandrovsk → Zaporijjea (1921)